# Kapkan (rivista)
Kapkan o Kapkăn (in cirillico Капкaн o Капкăн) è un settimanale folkloristico russo di lingua ciuvascia di politica, satira e vita cittadina, fondato nel 1925 a Čeboksary, dalla famiglia Zolotov di Siner’.
Il nome deriva dal termine in ciuvascio "Kapkăn", ossia "trappola" o per meglio dire "prendere in castagna".

## Storia
Ha cominciato a pubblicare marzo 1925 (pubblicato 10 numeri prima della fine dell'anno). La rivista ha iniziato la pubblicazione nel supplemento ciuvascio gratuitamente al giornale "Kanaš". Il Fondatore ne decide la scissione dal Kanaš, di cui era segretario esecutivo del giornale. Durante il periodo 1926-1931 fu bisettimanale, dal 1932 mensile, ed a partire dal 1938 diventò aperiodico.
Nel periodo tra il 1933 ed il 1938 esce con varie edizioni con tematiche agricole-operaie.
Nell'ottobre 1940, cessò le pubblicazioni. Risorgerà ancora una volta nell'agosto 1956 con una periodicità 2 volte al mese.
Prima della seconda guerra mondiale le pubblicazioni erano dalle 3000 alle 10000 copie.
Un ruolo importante nella creazione del giornale e nel giro organizzativo intorno al satirici e umoristi della Ciuvascia negli anni prima della guerra, ha svolto un noto autore satirico ciuvascio Ivan Muči (Ivan Ivanovič Illarionov).
Dal 1966 al 1992 ha prodotto il premio letterario "Biblioteca Kapkan" o (Biblioteca "Kapkăna").
Nel marzo 1992 la rivista ha incominciato a pubblicare in ciuvascio e russo.
Dal 2004 è membro della Compagnia Hypar.